# Aubiet
Aubiet – miejscowość i gmina we Francji, w regionie Oksytania, w departamencie Gers.
Według danych na rok 1990 gminę zamieszkiwało 1019 osób, a gęstość zaludnienia wynosiła 26 osób/km² (wśród 3020 gmin regionu Midi-Pireneje Aubiet plasuje się na 333. miejscu pod względem liczby ludności, natomiast pod względem powierzchni na miejscu 171.).